# Leptolaimus papilliger
Leptolaimus papilliger är en rundmaskart som beskrevs av De Man 1876. Leptolaimus papilliger ingår i släktet Leptolaimus och familjen Leptolaimidae. Arten är reproducerande i Sverige. Inga underarter finns listade i Catalogue of Life.